# Кюммерсбрук
Кюммерсбрук (нім. Kümmersbruck) — громада в Німеччині, розташована в землі Баварія. Підпорядковується адміністративному округу Верхній Пфальц. Входить до складу району Амберг-Зульцбах.
Площа — 46,38 км2. Населення становить 9818 ос. (станом на 31 грудня 2020).